# Roman Avdeev
Roman Ivanovitj Avdeev, ryska: Рома́н Ива́нович Авде́ев, född 17 juni 1967, är en rysk entreprenör som har affärsverksamheter inom bank och fastigheter, tidigare hade han det även inom jordbruk och läkemedel men det sålde han vidare till andra intressenter.
På mitten av 1980-talet började han studera vid Natsionalnyj Issledovatelskij Universitet men slutförde det inte på grund av att tog han värvningen i den ryska armén två år senare. På 1990-talet avlade han en kandidatexamen i ingenjörsvetenskap vid Lipetskij Gosudarstvennyj Technitjeskij Universitet och en examen inom bankväsen vid Moskovskij Mezjdunarodnyj Universitet.
Den amerikanska ekonomitidskriften Forbes rankar Avdeev till att vara världens 1 472:a rikaste med en förmögenhet på $1,5 miljarder för den 20 oktober 2018. Han har haft tre fruar och har 23 barn varav 19 är adopterade. Sen 2017 är han ägare för fotbollsklubben FK Torpedo Moskva.